# عبد العزيز حشيشة
عبد العزيز بن يوسف بن عمر حشيشة (23 يونيو 1929 - 19 مايو 1996) هو شاعر تونسي، أصل جدّه الأوّل من حاضرة مدينة صفاقس، قدِم بلدة مساكن وبها استقرّ فتعدّد أولاده وأحفاده.

## حياته
وُلد في 23 جوان 1929 بمساكن وبها تعلّم حيث تحصّل على الشهادة الابتدائية في سبتمبر 1945 من مدرسة بطحاء السوق. وانتقل إلى العاصمة تونس وهناك انضم إلى طلبة جامع الزيتونة المعمور فتحصّل على شهادة الأهلية في ذي الحجة 1367 هـ/ أكتوبر 1948م. ثم على شهادة التحصيل في العلوم في شوال 1371 هـ/جويلية 1952م. انتسب إثر ذلك إلى مدرسة الحقوق التونسية بالجامع الأعظم لكنه انقطع وعاد إلى بلده فانخرط في سلك التعليم حيث باشر مهنة التّدريس بالتعليم الابتدائي منذ سنة 1956 إلى سنة 1987 بمدرسة 18 جانفي 1952 بمدينة سوسة.

## مسيرته
كانت له دراية بالأدب وبفنّ الشعر وعُرف عنه نظمه للشعر العمودي منذ الخمسينات عهد دراسته بالجامع الأعظم وقد تنوّعت الأغراض التي عرض لها في شعره بتنوّع المناسبات التي شهدها. فتناول مواضيع تخص الوطنية ومسألة فلسطين والمرأة وتاريخ بلدة مساكن وغيرها.
توفي الشاعر عبد العزيز حشيشة يوم 19 مايو 1996 بسوسة ودفن بمسقط رأسه مساكن.